# جان لوك فانوشي
جان لوك فانوشي (13 سبتمبر 1970 بمارسيليا في فرنسا - ) (بالفرنسية: Jean-Luc Vannuchi)‏ هو مدرب كرة قدم ولاعب كرة قدم فرنسي في مركز الدفاع. لعب مع نادي أوكسير ونادي غانغون ونادي كان ونادي مارتيغ ونادي نيس ونيم أولمبيك.

## وصلات خارجية
- جان لوك فانوشي على موقع قاعدة بيانات كرة القدم.إي يو (الإنجليزية)
- جان لوك فانوشي على موقع Soccerbase.com (مدرب) (الإنجليزية)
- جان لوك فانوشي على موقع Soccerway.com (الإنجليزية)
- جان لوك فانوشي على موقع عالم كرة القدم.نت (الإنجليزية)